# Тайху
Тайху (кит.: 太湖; піньїнь: Tài Hú, буквально Велике озеро) — велике озеро в дельті річки Янцзи, на кордоні провінцій Цзянсу і Чжецзян (Китай). Площа — 2250 км ², середня глибина — 2 м, третє за величиною прісноводне озеро в Китаї, після Поянху і Дунтінху.
Тайху з'єднане з Великим китайським каналом. В озері бере початок кілька річок, у тому числі Сучжоухе.
Завдяки озеру в районі процвітає рибальство. На озері стоять унікальні вапнякові скелі, матеріал з яких використовується для прикрашання традиційних китайських садів у регіоні.
На Тайху близько 90 островів, деякі з них мають кілька метрів в довжину, а деякі простяглися на кілька кілометрів.

## Утворення
Наукові дослідження показують, що кільцева структура озера Тай є результатом метеоритного удару, виходячи з відкриття конусів розтріскування, ударно метаморфізованого кварцу, мікротектитів і ударних метаморфічних розвантажувальних зламів. Останні наукові дослідження встановили, що вік можливого ударного кратера більш ніж 70 мільйонів років, тобто з пізнього девонського періоду. Скам'янілості показують, що озеро Тай було сушею до інгресу Східно-Китайського моря в голоцені. Зростання дельт рік Янцзи і Цяньтан урешті-решт закрили озеро Тай від моря, а притік прісної води з річок та дощі зробили озеро Тай прісноводним озером.